# Stenochrus gruta
Espèce
Stenochrus gruta est une espèce de schizomides de la famille des Hubbardiidae.

## Distribution
Cette espèce est endémique d'Oaxaca au Mexique. Elle se rencontre dans la grotte Gruta de San Sebastián à Villa Sola de Vega.

## Description
Le mâle holotype mesure 3,92 mm, les mâles mesurent de 3,76 à 4,08 mm et les femelles de 4,00 à 4,48 mm.

## Étymologie
Son nom d'espèce lui a été donné en référence au lieu de sa découverte, San Sebastián de las Grutas.

## Publication originale
- Monjaraz-Ruedas & Francke, 2018 : Five new species of Stenochrus (Schizomida: Hubbardiidae) from Oaxaca, Mexico. Zootaxa, no 4374(2), p. 189-214.